# Martin Roddy
Martin Roddy (9 décembre 1883-8 janvier 1948) est un homme politique irlandais, rédacteur en chef de journal et directeur d'entreprise.

## Jeunesse
Roddy est né le 9 décembre 1883 à Kilmacowen, comté de Sligo, le fils aîné de Patrick Roddy, agriculteur, et de Jane Roddy (née O'Hara). Il fait ses études à l'école nationale locale et au Summerhill College, dans la ville de Sligo.
Il entre dans la fonction publique britannique et est affecté à Londres. Il est actif dans des organisations nationalistes irlandaises et est secrétaire honoraire de la branche londonienne de la Ligue gaélique. Il parle couramment l'irlandais. Pendant la Première Guerre mondiale, il démissionne de son poste et retourne en Irlande, pour finalement s'impliquer dans le Sinn Féin. Il ne s'est jamais marié.

## Carrière dans les affaires
Roddy est co-directeur général de Champion Publications, qui acquiert en 1933 deux journaux provinciaux, The Sligo Champion et People's Press (Lifford, comté de Donegal). Devenu unique directeur général et secrétaire en 1935, il dirige les deux revues jusqu'à sa mort.

## Carrière politique
Il est élu en 1920 au conseil du district rural de Sligo, dont il est président de 1922 à 1925. Il est également membre du conseil du comté de Sligo de 1921 à 1948 ; et son président de 1921 à 1928. Fervent partisan du traité anglo-irlandais de 1921, il est battu comme candidat du Parti des agriculteurs aux élections générales de 1923 dans la circonscription de Leitrim-Sligo, obtenant 3,2 % des voix de première préférence.
Il est élu pour la première fois comme député lors de l'élection partielle tenue le 11 mars 1925 pour la circonscription de Leitrim-Sligo à la suite de la démission d'Alexander McCabe.
Il est réélu aux élections générales de juin 1927, septembre 1927, 1932 et 1933. Il est élu député du Fine Gael pour la nouvelle circonscription de Sligo aux élections générales de 1937. Il perd son siège aux élections générales de 1938, mais le récupère aux élections générales de 1943.
Il est nommé secrétaire parlementaire du ministre des Terres et des Pêcheries en juin 1927. Il est de nouveau nommé en octobre 1927 après des élections générales. Le poste est rebaptisé secrétaire parlementaire du ministre des Terres et des Pêcheries en 1928, et il y reste jusqu'en 1932.
Il meurt le 8 janvier 1948 au cours du 12e Dáil, qui est dissous le 12 janvier 1948, et aucune élection partielle n'a lieu pour son siège. Son frère Joseph Roddy est député du Fine Gael pour Sligo – Leitrim de 1948 à 1957.